# Dendronephthya gregoriensis
Dendronephthya gregoriensis är en korallart som beskrevs av Henderson 1909. Dendronephthya gregoriensis ingår i släktet Dendronephthya och familjen Nephtheidae. Inga underarter finns listade i Catalogue of Life.